# Mobile Motion Film Festival
Das Mobile Motion Film Festival ist das einzige Smartphone-Filmfestival der Schweiz und eines der bedeutendsten weltweit. MoMo möchte für alle Filmemacher gleiche Voraussetzungen schaffen: Unabhängig von Beziehungen zur Filmindustrie oder Ressourcen soll jeder die Möglichkeit erhalten, Geschichten mithilfe von Smartphones auf die Kinoleinwand zu bringen.
Das Festival wurde im Jahr 2014 mithilfe von kickstarter.com von Andrea Holle (CH), PR-Spezialistin und Simon Horrocks (GB), Filmemacher gegründet.